# The New Yogi Bear Show
The New Yogi Bear Show (Também conhecida como Hanna-Barbera's Yogi Bear Show) é uma série de desenho animado que foi originalmente ao ar em Syndication em 1988, como parte do programa The Funtastic World of Hanna-Barbera, contendo 45 novos episódios combinados com as reprises da série original de 1961.
Novos personagens foram introduzidos para a série, tais como o Guarda Roubideux (assistente do Guarda Smith, de baixa estatura), Ninja Redemoinho (um filhote de guaxinim japonês, que usa um kimono) e sua mãe e o urso Blubber, de Wacky Races.

## Personagens
- Zé Colmeia (Yogi Bear)
- Catatau (Boo-Boo Bear)
- Cindy (Cindy Bear)
- Guarda Smith (Ranger Smith)
- Guarda Roubideux (Ranger Roubideux)
- Ninja Redemoinho (Ninja Raccoon)
- Mingau (Blubber Bear)

## Guia de episódios
| Data nos EUA           | Episódio | Título do episódio nos EUA      | Título do episódio no Brasil |
| ---------------------- | -------- | ------------------------------- | ---------------------------- |
| 12 de setembro de 1988 | 1        | Kahuna Yogi                     | O Urso Surfista              |
| 13 de setembro de 1988 | 2        | Grin & Bear It                  | Enfermeiro de Urso           |
| 14 de setembro de 1988 | 3        | Board Silly                     | O Campeão do Skate           |
| 15 de setembro de 1988 | 4        | Shine on Silver Screen          | Nasce um Astro               |
| 16 de setembro de 1988 | 5        | Buffalo'd Bear                  | Caçando Búfalos              |
| 19 de setembro de 1988 | 6        | The Yolks on Yogi               | Um Ovo de Museu              |
| 20 de setembro de 1988 | 7        | Yogi De Beargerac               | Zé Colmeia de Bergerac       |
| 21 de setembro de 1988 | 8        | Bearly Sick                     | A Doença do Guarda           |
| 22 de setembro de 1988 | 9        | Bear Exchange                   | Ursos Trocados               |
| 23 de setembro de 1988 | 10       | To Bear is Human                | A Amiga dos Ursos            |
| 26 de setembro de 1988 | 11       | Slim & Bear It                  | Afinando o Guarda            |
| 27 de setembro de 1988 | 12       | Old Biter                       | A Mãe do Ano                 |
| 28 de setembro de 1988 | 13       | Pokey the Bear                  | O Urso Palito                |
| 29 de setembro de 1988 | 14       | Shadrak Yogi                    | O Grande Shadrak             |
| 30 de setembro de 1988 | 15       | Bruise Cruise                   | Cruseiro Encrencado          |
| 3 de outubro de 1988   | 16       | Bear Obedience                  | Ursos Obedientes             |
| 4 de outubro de 1988   | 17       | Come Back, Little Boo Boo       | Volte, Catatau               |
| 5 de outubro de 1988   | 18       | La Bamba Bear                   | La Bamba Bob                 |
| 6 de outubro de 1988   | 19       | Clucking Crazy                  | Loucura Chocante             |
| 7 de outubro de 1988   | 20       | Misguided Missile               | Míssil Desorientado          |
| 10 de outubro de 1988  | 21       | Double Trouble                  | Muita Encrenca               |
| 11 de outubro de 1988  | 22       | Attack of the Ninja Raccoon     | O Ataque do Ninja Redemoinho |
| 12 de outubro de 1988  | 23       | Biker Bear                      | Urso Lambretista             |
| 13 de outubro de 1988  | 24       | Bearly Buddies                  | O Melhor Amigo               |
| 14 de outubro de 1988  | 25       | Predaterminator                 | O Predaterminador            |
| 17 de outubro de 1988  | 26       | Little Lord Boo Boo             | Vida de Lord                 |
| 18 de outubro de 1988  | 27       | Yogi the Cave Bear              | Zé Colmeia das Cavernas      |
| 19 de outubro de 1988  | 28       | Little Big Foot                 | O Pé-Grande                  |
| 20 de outubro de 1988  | 29       | Top Gun Yogi                    | O Super Piloto               |
| 21 de outubro de 1988  | 30       | The Hopeful Diamond             | O Diamante Esperança         |
| 24 de outubro de 1988  | 31       | Real Bears Don't Eat Quiche     | Comida de Urso               |
| 25 de outubro de 1988  | 32       | Slippery Smith                  | O Irmão do Guarda            |
| 26 de outubro de 1988  | 33       | In Search of the Ninja Raccoon  | Em Busca do Ninja            |
| 27 de outubro de 1988  | 34       | Balloonatics                    | Os Balunáticos               |
| 28 de outubro de 1988  | 35       | The Big Bear Ballet             | O Balé do Grande Urso        |
| 31 de outubro de 1988  | 36       | Blast Off Bears                 | Astro Ursos                  |
| 1 de novembro de 1988  | 37       | Battle of the Bears             | Duelo de Ursos               |
| 2 de novembro de 1988  | 38       | Bringing Up Yogi                | Educação Difícil             |
| 3 de novembro de 1988  | 39       | Unbearable                      | Que Fome                     |
| 4 de novembro de 1988  | 40       | Banjo Bear                      | O Urso Banjo                 |
| 7 de novembro de 1988  | 41       | Boxcar Pop                      | O Pai do Zé Colmeia          |
| 8 de novembro de 1988  | 42       | Yogi Meets The Mummy            | Zé Colmeia e a Múmia         |
| 9 de novembro de 1988  | 43       | Ninja Raccoon, The Final Shogun | O Encontro Final             |
| 10 de novembro de 1988 | 44       | The Not So Great Escape         | O Grande Colmeíni            |
| 11 de novembro de 1988 | 45       | My Buddy Blubber                | Meu Amigo Mingau             |

## Elencos de Dublagem
| Personagem             | nos EUA       | no Brasil Estúdio: Álamo |
| ---------------------- | ------------- | ------------------------ |
| Zé Colmeia (Yogi Bear) | Greg Burson   | Older Cazarré            |
| Catatau (Boo Boo Bear) | Don Messick   | Flávio Dias              |
| Cindy                  | Julie Bennett | Cecília Lemes            |
| Guarda Smith           | Don Messick   | Nelson Batista           |
| Guarda Roubideux       | Peter Cullen  |                          |